# Standard
Standard – wspólnie ustalone kryterium, które określa powszechne, zwykle najbardziej pożądane cechy czegoś, np. wytwarzanego przedmiotu (np. standardem jest, że każdy współcześnie wytwarzany telewizor wyświetla kolory) czy ludzkiego zachowania (norma kulturowa). Standard to czasem także podstawowa, najprostsza wersja produktu.
- W ekonomii zejście poniżej standardu zwykle dyskwalifikuje dany wytwór i powoduje brak popytu na ów przedmiot, lub obniżenie jego ceny. Przekraczanie standardów jest zwykle mile widziane u konsumentów, lecz wiąże się ono z większymi kosztami produkcji i sprzedaży. Standard w tym ujęciu jest kryterium, którego nie można zmierzyć (można zmierzyć pewne cechy kryterium, jak np. dopuszczalna długość telefonu komórkowego itp., ale samego standardu dokładnie zmierzyć się nie da), jest płynną granicą ustalaną na bieżąco zarówno przez grupy konsumenckie, jak i indywidualnych odbiorców.
- W muzyce rozrywkowej standardem nazywamy utwór stale wykonywany i opracowywany przez coraz to innych wykonawców. Lista standardów muzyki rozrywkowej i jazzowej liczy kilkaset utworów.
- W technice standard to zestaw parametrów, zwykle posiadający nazwę (np. PAL w telewizji), który zapewnia odpowiedni poziom jakości, bezpieczeństwa, wygody lub zgodności z innymi wytworami techniki. To ostatnie jest ważne np. w kolejnictwie (rozmiary szyn), produkcji śrub (rozmiary gwintów) czy takich dziedzinach techniki jak informatyka i telekomunikacja, zwłaszcza w sieciach komputerowych (np. w Internecie), ze względu na łatwość i szybkość zmian zachowań komputerów, związaną z nieporównywalnie niższymi kosztami niż w innych dziedzinach przemysłu (np. zmiana systemu rozmiarów torów kolejowych w Europie w porównaniu z wprowadzeniem protokołu IPv6), i konieczność utrzymywania komunikacji między dużą ilością różnych rozwiązań.
- W socjolingwistyce standard to umownie ustalona, znormalizowana forma języka (por. język standardowy)[1].

Dokumenty opisujące standardy w sposób sformalizowany i ustanawiane zgodnie ze stosownymi procedurami to normy.
Opracowywaniem norm zajmują się odpowiednie organizacje lub instytucje, np. ISO, IEEE, World Wide Web Consortium (W3C) czy JPEG. Niektóre normy narodowe stają się faktycznym standardem międzynarodowym w danej dziedzinie, np. amerykańskie normy ANSI czy niemieckie DIN. W Polsce istnieje zestaw regulacji o nazwie Polska Norma (PN).